# 峨眉勾儿茶
峨眉勾儿茶（学名：Berchemia omeiensis）为鼠李科勾儿茶属下的一个种。

## 扩展阅读
- 維基物種上的相關：峨眉勾儿茶